# W ciemność. Star Trek
W ciemność. Star Trek lub Star Trek: W ciemność (ang.: Star Trek Into Darkness) – amerykański film fantastycznonaukowy z 2013 roku w reżyserii J.J. Abramsa. To dwunasty film z serii Star Trek osadzony w fantastycznonaukowym uniwersum stworzonym przez Gene’a Roddenberry’ego i jednocześnie kontynuacja filmu Star Trek z 2009 roku.
Film fabułą w dużym stopniu bazuje na filmie Star Trek II: Gniew Khana.

## Fabuła
Statek USS „Enterprise” zostaje wysłany na planetę w systemie Nibiru, w celu obserwacji prymitywnej cywilizacji. Podczas misji kapitan James T. Kirk zostaje zmuszony do naruszenia Pierwszej Dyrektywy i ujawnienia statku mieszkańcom planety, żeby ratować życie pierwszego oficera, Spocka, który znalazł się w strefie wybuchu wulkanu. Po powrocie na Ziemię zostaje zdegradowany, a dowództwo nad statkiem przejmuje admirał Christopher Pike. Niedługo potem obaj zostają wezwani na nadzwyczajne spotkanie dowództwa Gwiezdnej floty, by przedyskutować atak na tajną Sekcję 31 ulokowaną w Londynie, którą założył ich były agent, John Harrison. Podczas narady dochodzi do ataku śmigłowca bojowego, w którym ginie Pike. Kirkowi udaje się zniszczyć maszynę, ale pilotujący nią Harrison ucieka na Kronosa – ojczystą planetę Klingonów. W tej sytuacji admirał Alexander Marcus przywraca go na dowódcę statku „Enterprise” i wysłany z misją zlikwidowania Harrisona. Jednak, Spock, dr Leonard McCoy i Uhura przekonują Kirka do schwytania zamachowca.
Po wylądowaniu na Kronosie wyruszają na poszukiwania, ale zostają zatrzymani przez Klingonów. Z opresji ratuje ich Harrison, który następnie oddaje się w ich ręce. Ujawnia też, że tak naprawdę nazywa się Khan i jest genetycznie zmodyfikowanym nadczłowiekiem, którego po trzystuletniej przerwie wybudził admirał Marcus, by wykorzystać go w przyszłej wojnie pomiędzy Federacją a Klingonami. Okazuje się też, że w prototypowych torpedach fotonowych, w które admirał wyposażył „Enterprise”, znajdują się kriogeniczne kapsuły z członkami załogi Khana, którzy byli jego zakładnikami.
Wkrótce pojawia się okręt wojenny Federacji, USS „Vengeance”, dowodzony przez admirała Marcusa, który żąda od Kirka wydania Khana. Gdy kapitan odmawia i usiłuje wrócić na Ziemię, „Enterprise” zostaje zaatakowany. Ponieważ doznaje ciężkich uszkodzeń, kapitan Kirk proponuje wydanie Khana, w zamian za oszczędzenie swojej załogi, ale admirał odmawia i ujawnia, że zniszczenie „Enterprise” i pozbycie się Khana w celu rozpoczęcia wojny z Klingonami od początku było jego zamiarem. Od zagłady ratuje ich jednak Scotty, który trafiając na statek admirała przed startem do „Enterprise” odcina zasilanie. Dołącza też do niego kapitan Kirk z Khanem, którzy przejmują mostek. Ponieważ nie ufa Khanowi usiłuje go obezwładnić, ale ten wymyka się spod kontroli, zabija admirała Marcusa i sam przejmuje kontrolę nad „Vengeance”.
W zamian za uwolnienie kapitana i jego ludzi, domaga się od Spocka przekazania mu torped z jego załogą. Spock przystaje na te warunki, ale wysyła mu torpedy bez ludzi, a uzbrojone w materiał wybuchowy, które po detonacji obezwładniają USS „Vengeance”. W międzyczasie oba statki zaczynają zniżać się do Ziemi. Żeby pomóc załodze „Enterprise” odzyskać kontrolę nad okrętem kapitan Kirk naprawia jego rdzeń, ale zostaje śmiertelnie napromieniowany i umiera. Z kolei Khan rozbija „Vengeance” w San Francisco i ucieka. W pościg rusza za nim Spock. Tymczasem badania dr McCoya wykazują, że krew Khana posiada regeneracyjne właściwości, które mogą uratować Kirka. Wysyła więc Uhurę, by poinformowała o tym Spocka. Ostatecznie Khan zostaje ponownie schwytany i umieszczony w kriogenicznej kapsule.
Rok później przywrócony do życia kapitan Kirk, wyrusza odnowionym statkiem „Enterprise” w pięcioletnią misję badawczą.

## Obsada
- Chris Pine – Kapitan James T. Kirk
- Zachary Quinto – Komandor Spock
- Karl Urban – Doktor Leonard „Bones” McCoy
- Zoe Saldaña – Porucznik Nyota Uhura
- Simon Pegg – Komandor Porucznik Montgomery „Scotty” Scott
- John Cho – Porucznik Hikaru Sulu
- Anton Yelchin – Chorąży Pavel Andrieievich Chekov
- Benedict Cumberbatch – Khan Noonien Singh
- Bruce Greenwood – Admirał Christopher Pike
- Peter Weller – Admirał Alexander Marcus
- Alice Eve – Doktor Carol Marcus
- Noel Clarke – Thomas Harewood
- Leonard Nimoy – Spock Prime

## Produkcja

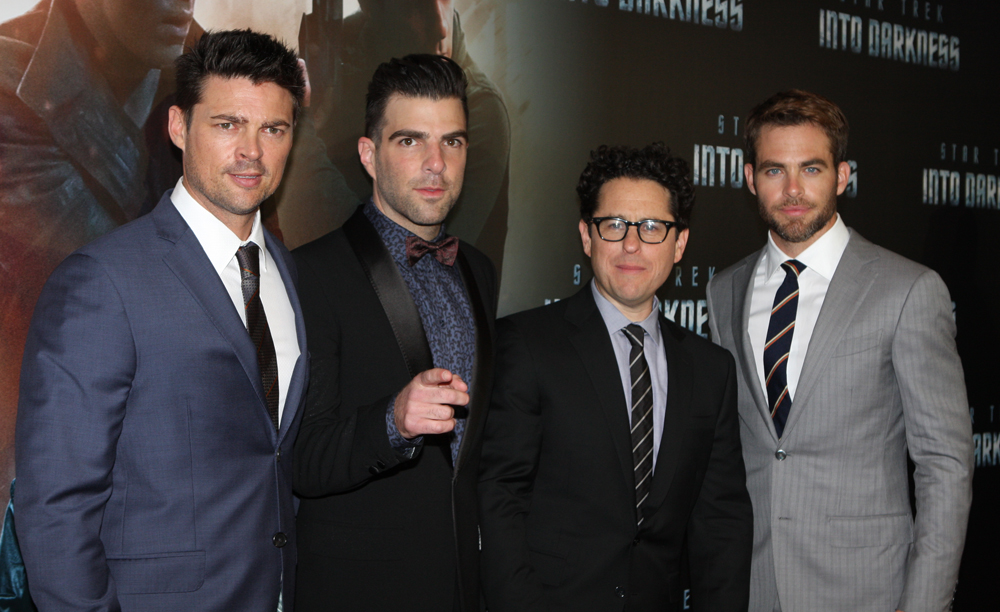
Karl Urban, Zachary Quinto, J.J. Abrams i Chris Pine na premierze filmu w Australii (kwiecień 2013)

### Przygotowania
Jeszcze przed premierą pierwszej części, w czerwcu 2008 r. poinformowano, że wytwórnia Paramount Pictures jest zainteresowana podpisaniem kontraktu na kontynuację z jej głównymi producentami. W marcu 2009 r. doniesienia te zostały potwierdzone, jak i to, że pisaniem scenariusza znów zajmie się Roberto Orci, Alex Kurtzman i Damon Lindelof. Prace nad nim ruszyły w czerwcu 2009 r. i w pierwotnych założeniach miał on być podzielony na dwie części. Zakładano też, że jego premiera może się odbyć w 2011 r. W 2010 roku przesunięto ją na 29 czerwca 2012 r.. Rozpoczęło się też kompletowanie obsady, z której wycofał się Leonard Nimoy, wcielający się w poprzednim filmie w starszą wersję Spocka. Dużą trudność sprawiło również twórcom wybranie odpowiedniego czarnego charakteru. Reżyser filmu J.J. Abrams stwierdził, że świat stworzony przez Gene’a Roddenberry’ego jest tak ogromny, że wskazanie jednej wyróżniającej się z niego rzeczy jest naprawdę trudne. Dodał też, że z powodu rozbieżnych wizji scenarzystów w grudniu 2010 r. scenariusz nadal nie był gotowy. W styczniu 2011 r. nie był nawet pewien, czy to on zajmie się reżyserią filmu.
W lutym 2011 r. Orci poinformował na Twitterze, że scenariusz będzie skończony w marcu. Pomimo tego, że nie był on jeszcze w pełni gotowy wytwórnia Paramount Pictures rozpoczęła przygotowania do produkcji. Do jego realizacji znów wybrała J.J. Abramsa i poprosiła o zrealizowanie go w 3D. Abrams uznał jednak, że obraz zostanie najpierw nakręcony tradycyjną techniką i dopiero potem przekonwertowany na 3D. Wyraził też zainteresowanie formatem IMAX, mówiąc, że jest jego wielkim fanem. Oznajmił także, że po zakończeniu prac nad filmem Super 8 całkowicie skupi się na produkcją Star Treka. Niepewność co do jego zaangażowania spowodowała, że choć scenariusz był gotowy to poprawki nad nim ciągle się przeciągały.

### Zdjęcia
Główne zdjęcia rozpoczęły się 12 stycznia 2012 r. i zostały zakończone w maju tego samego roku. Część sekwencji zrealizowano w formacie IMAX, które łącznie zajmują trzydzieści minut filmu.
Większość scen nakręcono w Los Angeles i okolicach Lawrence Livermore National Laboratory w Livermore. Pozostałe ujęcia sfilmowano w Paramount Studios w Hollywood, Sony Pictures Studios w Culver City, Crystal Cathedral w Garden Grove i posiadłości Greystone w Beverly Hills.

### Tytuł
10 września 2012 r. wytwórnia Paramount potwierdziła, że tytuł nowego filmu to Star Trek Into Darkness. J.J. Abrams powiedział, że w przeciwieństwie do wcześniejszych filmów z serii, nie chciał, żeby jego druga część Star Treka zawierała w tytule numer. Spowodowano to było tym, że nie chciano rozpoczynać kolejnej numeracji, którą zapoczątkował Star Trek II: Gniew Khana, ani też przeskakiwać z tytułu poprzedniej części Star Trek do Star Trek 12. Uznano też, że lepiej dodać jakieś słowa do tytułu, niż pisać je po dwukropku, jak było np. w filmach Star Trek: Pierwszy kontakt czy Star Trek: Rebelia, które zdaniem Damona Lindelofa nie brzmiały zbyt dobrze.
Oficjalnie polskim tytułem jest W ciemność. Star Trek lecz jest on także emitowany w telewizji jako Star Trek: W ciemność.

## Odbiór filmu
W pierwszy weekend film zarobił 31,7 mln dolarów na siedmiu zagranicznych rynkach, co było znacznie lepszym wynikiem niż w przypadku poprzedniej części. Z kolei w Stanach Zjednoczonych film zarobił w dniu premiery jedynie 13,5 mln, w porównaniu do 30,9 mln, które zarobiła pierwsza część. Prawdopodobnie było to spowodowane zmianą daty premiery, którą przełożono w ostatniej chwili. W ciągu całego weekendu film zarobił w USA 70,6 mln dolarów, co pozwoliło mu osiągnąć lepszy wynik od Iron Mana 3 i Wielkiego Gatsby’ego. Film został pozytywnie przyjęty przez krytykę, uzyskując według agregatora Metacritic średnią ocen wynoszącą 72/100 punktów.